# Timoe (boek)
Timoe is een historische roman over Egypte van Paul Kustermans.

## Het verhaal
Het gaat over een jongen in Egypte die bewusteloos geslagen op een zandbank ligt en bijna wordt opgegeten door een krokodil, wanneer er een visser genaamd Kafran hem helpt. Hij is zijn geheugen kwijt en wordt door hem Timoe genoemd. Ze gaan werken bij een rijke man en ze komen erachter dat hij goed kan schrijven. Nu gaan ze zoeken naar zijn naam en beroep. Als ze in de woestijn zijn komen ze er ook achter dat hij goed kan vechten. 
In Babylonië komen ze een meisje tegen waar Timoe verliefd op wordt en zij helpt hen. Weer terug in Egypte komen ze erachter dat hij farao Toetanchamon is.